# NGC 2754
NGC 2754 is een lensvormig sterrenstelsel in het sterrenbeeld Waterslang. Het hemelobject werd in 1886 ontdekt door de Amerikaanse astronoom Frank Muller.

## Synoniemen
- ESO 564-16
- NPM1G -18.0294
- PGC 25504